# Церковь Николая Чудотворца «Большой Крест»
Церковь Николая Чудотворца «Большой Крест» (также известна как «Никола Большой Крест») — православный храм в Москве, первоначальная дата постройки которого доподлинно неизвестна. Главный престол храма был освящён во имя Успения Пресвятой Богородицы, придел — во имя Николая Чудотворца.
Перестроенный в 1680-х годах в стиле строгановского барокко каменный храм в 1934 году был взорван по приказу советского правительства для освобождения движения по улице Ильинке.

## История
Впервые, расположенная на Ильинке церковь «Никола Большой Крест» упоминается в «Степенной книге» середины XVI века, как стоящая «вне града», то есть находящаяся за линией города, что согласно плану Москвы соответствует периоду между 1394 и 1534 годами. Точная же дата постройки, как и архитектор неизвестны. В ходе московского пожара 1547 года и пожара в Китай-Городе 1595 года все деревянные постройки на Ильинке сгорели дотла, получила ли повреждения церковь неизвестно, так как спустя тридцать лет в «Переписной книге города Москвы» 1626 года она не только упоминается, но и описывается автором как «каменная церковь».
В 1680 году на средства архангельских купцов Филатьевых, решивших отметить свои успехи в торговле, была начата пристройка к уже существующей церкви нового храма, который по размерам превосходил старое здание, ставшее по окончании строительных работ всего лишь приделом новой большой церкви. Строительные работы были завершены в 1697 году, после чего новое здание церкви было освящено во имя Успения Пресвятой Богородицы, а старое здание, ставшее приделом, во имя Николая Чудотворца.
В 1737 году, в ходе Троицкого пожара полностью  сгорела колокольня вместе с колоколами, а в здании самой церкви, по свидетельствам священнослужителей, скончались три человека. В 1928 году храм был отреставрирован. После выхода декларации митрополита Сергия община храма оказалась одной из «непоминающих», то есть несогласных с декларацией и прекратившей поминать на службе власти и митрополита Сергия (Страгородского). Приход храма Николы «Большой Крест» стал своеобразным центром московского сообщества «непоминающих», поддерживал общение с другими общинами, не признающими митрополита Сергия главой Церкви. Туда приезжали исповедоваться и причащаться люди из других городов. Настоятель храма Михаил Любимов считал, что «…ни в коем случае нельзя допустить, чтобы верующие признавали Сергианскую церковь, так как это ведёт к некоторому примирению с существующим строем…». Впрочем, сам он в 1935 году уклонился в контролируемое властями обновленчество.
Осенью 1931 года храм был закрыт, и община через некоторое время продолжила литургическую жизнь в маленьких домашних церквях. В 1932 году большинство из подпольщиков во главе с настоятелем были арестованы и попали в заключение. В 1934 году храм был разрушен вместе с колокольней, на месте храма в настоящее время пустырь.

## Архитектура
Храм считается одним из первых примеров переработки архитектурного типа приходского храма, сложившегося в середине XVII века. Он представляет собой высокий, вытянутый четверик на подклете, расчленённом на четыре яруса по горизонтали. Архитектурным новшеством стало отделение колокольни (которая в 1819 году была надстроена двумя ярусами) от четверика, отсутствие трапезной (обычно служившей для соединения четверика и колокольни), уменьшение размера абсид и придела.
Как в Архангельском соборе, в членениях фасадов использовалась ордерная декорация, не отражающая настоящей структуры здания — храм не имел этажей, внутреннее пространство было цельным. Во внешнем оформлении присутствовала некоторая эклектичность — в колонках первого яруса использован дорический ордер, на втором ярусе — коринфский, а в третьем пилястры сложной формы, однако благодаря удачно подобранному соотношению размеров и форм целостность постройки не была нарушена. Окна, расположенные соответственно членению по ярусам, различались размером, формой и оформлением. Так, на нижних ярусах окна имели прямоугольную форму и были обрамлены резными наличниками с разорванными фронтонами. На третьем, невысоком, ярусе располагались восьмигранные окна, оформленные белокаменными узорными рамами. Завершался четверик ложными закомарами. Пять глав храма являлись многогранными, имели витые колонны на углах и были окружены кокошниками.

## Внутреннее убранство
Название «Никола Большой Крест» храм получил в народе по приделу Николая Чудотворца и по реликвии храма — в нём находился большой (свыше двух метров) деревянный крест, изготовленный по заказу Филатьевых. Этот крест был сделан по образцу креста, изготовленного патриархом Никоном в Крестном Онежском монастыре. В кресте находились 156 мощевиков с частицами мощей различных святых, помимо мощей святителя Николая, располагавшихся по центру креста. Кроме этого деревянного креста, в храме хранился напрестольный крест, сделанный в 1680 году подьячим Андреем Городецким, и икона Всех Святых, написанная в 1700 году Кириллом Улановым. Имелся обычай приводить в этом храме к «крестному целованию» — присяге — людей, ведущих судебные тяжбы.

### Сохранившиеся элементы
- Перед уничтожением храма иконостас Успенского придела был разобран и 15 лет находился в музейных запасниках. В 1948 году его установили (в реконструированном виде) в трапезном Сергиевском храме Троице-Сергиевой лавры. Судьба иконостаса Никольского придела неизвестна[11].
- Белокаменные детали декора — балясина, колонны, фрагмент киота и раковины выставлены для обозрения в экспозиции музея Коломенское.

- Деталь наличника, выставленная в Коломенском
- Капитель
- Деталь растительного декора